# 田島バイパス (国道289号)
田島バイパス（たじまバイパス）は、福島県南会津郡南会津町にある国道289号のバイパス道路である。

## 概要

### 路線データ
- 起点：南会津郡南会津町大字田島[1]
- 終点：南会津郡南会津町大字永田[1]
- 計画全長：2.180 km[1]
- 計画幅員：25.0 m（車道部 6.5 m×2、歩道部 4.5 m×2、鎌倉崎松ノ下線以西は暫定2車線供用）[1]

### 概要の詳細
会津鉄道会津田島駅周辺の田島市街地の混雑緩和及び良好な市街地環境の形成が求められていたことから、通過交通と生活交通の分離のため、また鉄道との平面交差の解消のために1994年（平成6年）7月15日に都市計画決定、1995年度（平成7年度）に事業化が行われ、会津線を挟んで市街地の北側に建設された。また、国道289号現道と国道121号宇都宮方面との分岐地点から会津線を越え当バイパスに至る159 mが都市計画道路鎌倉崎松ノ下線として、2018年（平成30年）7月6日に国道289号の道路区域として編入された。
2022年（令和4年）12月24日に全線開通となった。

## 沿革
- 1994年7月15日 - 当路線を含む都市計画が決定。
- 1995年度 - 事業化開始。
- 2013年度 - 新大門橋を含む一部区間を含め暫定2車線にて供用。
- 2018年7月6日 - 都市計画道路鎌倉崎松ノ下線が国道289号として路線編入される。
- 2022年12月24日 - 全線開通。
- 2023年
  - 10月31日
    - 旧道区間を重用する国道121号が当バイパス経由に経路変更される。
    - 旧道区間に接続する福島県道347号高陦田島線が路線延長され、鎌倉崎松ノ下線交点が終点となる。

  - 11月7日 - 国道289号旧道区間および鎌倉崎松ノ下線区間が国道289号の指定を外され、鎌倉崎松ノ下線は国道121号の、旧道区間は福島県道347号の単独区間となる。[4]

## 接続路線
- 国道121号・国道289号会津若松・白河方面
- 国道121号日光方面
- 国道289号新潟方面・国道400号

## 道路施設
御蔵入大橋
- 全長：196.6 m
  - 主径間：34.15 m

- 幅員：6.5（11.75） m
- 形式：6径間鋼連続鈑桁橋
- 竣工：2003年（平成15年）
- 施工：IHIインフラシステム

南会津町丹藤字上川原から永田字風下に至り、一級水系阿賀川を渡る。橋上は上下計2車線で暫定供用されており、上り線側に幅員4.5 mの歩道が設置されている。メンテナンスコスト低減のため桁部には耐候性鋼材が用いられている。総工費は6億500万円。
新大門橋
- 全長：24.0 m
- 幅員：6.5（12.0） m
- 形式：PC単純バイプレストレッシング中空床版桁橋
- 竣工：2011年度（平成23年度）
- 施工：アドマック

田島字東荒井に位置し、一級水系阿賀野川水系大門川を渡る。2020年（令和2年）現在かかる橋梁は下り線側を用いた暫定2車線で供用されており、下り線側に幅員4.5mの歩道が設置されている。田島バイパス（御蔵入通り）整備に伴い地域活力基盤創造事業として建設された。総工費は1億8400万円。